# 科尔特拉
科尔特拉（法語：Cortrat，法語發音：[kɔʁtʁa]）是法国卢瓦雷省的一个市镇，位于该省东部，属于蒙塔日区。

## 地理
科尔特拉（47°53'48"N, 2°45'54"E）面积11.03 平方千米，位于法国中央-卢瓦尔河谷大区卢瓦雷省，该省份为法国中北部省份，北起埃松省，西北接厄尔-卢瓦省，西南接卢瓦-谢尔省，南至涅夫勒省和谢尔省，东临约讷省，东北接塞纳-马恩省。
与科尔特拉接壤的市镇（或旧市镇、城区）包括：卢万河畔孔夫朗、蒙克雷松、韦尼松河畔莫尔芒、普雷西尼莱潘、索尔泰尔。

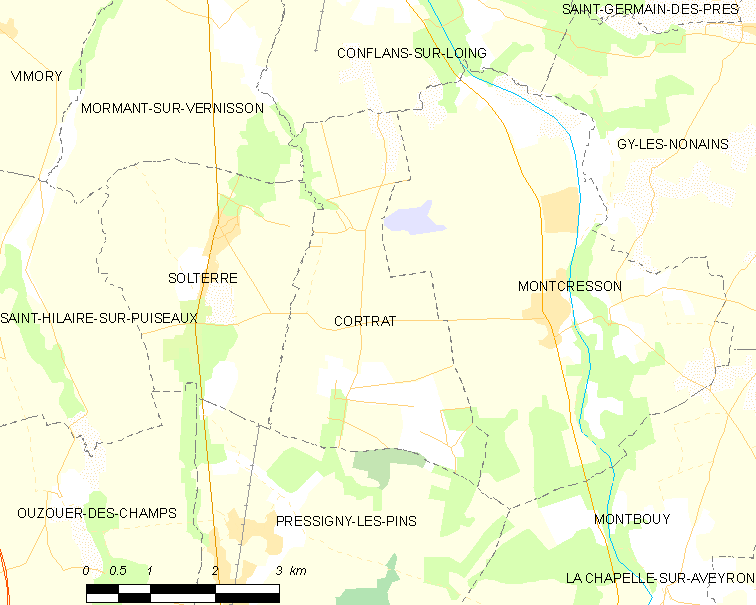
科尔特拉的OSM定位图

科尔特拉的时区为UTC+01:00、UTC+02:00（夏令时）。

## 行政
科尔特拉的邮政编码为45700，INSEE市镇编码为45105。

## 政治
科尔特拉所属的省级选区为洛里斯县。

## 人口

1962-2008年间科尔特拉人口变化图示

科尔特拉于2022年1月1日时的人口数量为82人。